# Greipingen
Greipingen est une île norvégienne dans le comté de Hordaland. Elle appartient administrativement à Rong.

## Géographie
Rocheuse et désertique, elle s'étend sur environ 233 m de longueur pour une largeur approximative de 238 m.